# まいっちんぐマンガ道
『まいっちんぐマンガ道』（まいっちんぐマンガみち）は、えびはら武司の漫画。藤子不二雄のアシスタントとして、藤子スタジオに勤務していた時期（1973年から1975年頃）のエピソードを集めた漫画。4コマ漫画の形式になっている。ただし、実際にあった時期から40年以上経過してから、えびはらの記憶に頼って描かれたものであるため、思い違いやあやふやな部分もあるとしている。
竹書房の『本当にあった愉快な話』にて2013年7月号より連載開始。
単行本1巻目の刊行に際して『藤子スタジオアシスタント日記 まいっちんぐマンガ道』 (ISBN 4801903568) と改題され、2015年6月30日に出版された。続巻として
- 『藤子スタジオアシスタント日記 まいっちんぐマンガ道 名作秘話編』 (2017年4月27日、ISBN 4801910661)
- 『藤子スタジオアシスタント日記 まいっちんぐマンガ道 ドラえもん達との思い出編』 (2018年11月29日、ISBN 4801916775)

が刊行されている。
また、2020年7月に俳優の亀吉とIKKANが作る劇団カメジルシ演劇団にて舞台化、2021年2月には鳳恵弥や武田知大たちも参加し第2作目も公演発表された。

## あらすじ
幼いころから藤子不二雄に憧れていた少年、えびはら武司は藤子の弟子になるとずっと決めていた。
えびはらが藤子スタジオに電話をかけると不愛想なおじさんが出たのだが、彼こそは藤本弘（藤子・F・不二雄）その人だった。自筆の漫画を持参し、藤本に見せ、自分を弟子にしてほしいと願い出た。藤本の返答は高校を卒業してから藤子スタジオに務めてはどうかというものだった。しかし、なかなか連絡が来ないため、えびはらは専門学校に入学してしまう。その翌日、藤子スタジオから連絡がきたのだった。
安孫子素雄（藤子不二雄Ⓐ）の提案で専門学校に通いながら、藤子不二雄のアシスタントを務めることになる。えびはらは「ドラえもん」や「オバケのQ太郎」の制作の舞台裏を目にすることになる。

## 登場人物
えびはら武司（えびはらたけし）
本作の主人公にして、筆者。
1954年に京都に生まれ、高校卒業後に藤子スタジオに入社、2年間藤子不二雄のアシスタントを務める。独立後も藤子スタジオに出入りし、藤子を手伝う。藤子スタジオがアシスタント育成のために創刊した同人誌「Q」に描いた作品『まちこ先生のパンティー』が後の代表作『まいっちんぐマチコ先生』の原点となる。
まいっちんぐマチコ先生
えびはらの代表作。本作はもともと『マチコ先生』の創作秘話をということで依頼を受けたとされている。
作中ではドラえもんや魔太郎などの藤子キャラクターのコスプレをして登場。
藤本弘（ふじもとひろし）
『ドラえもん』、『21エモン』、『キテレツ大百科』など多数の名作漫画を生み出した漫画家。当時は安孫子とコンビを組み藤子不二雄のペンネームで藤子スタジオを経営していた。後にコンビを解消し藤子不二雄Ⓕ（後に藤子・F・不二雄）と単独のペンネームを使うようになる。
安孫子素雄（あびこもとお）
『プロゴルファー猿』、『笑ゥせぇるすまん』、『魔太郎がくる!!』など多数の名作漫画を生み出した漫画家。当時は藤本とコンビを組み藤子不二雄のペンネームで藤子スタジオを経営していた。後にコンビを解消し藤子不二雄Ⓐと単独のペンネームを使うようになった。
志村みどり（しむらみどり）
藤子の元アシスタントで本名は「シズヨ」。髪の毛を左右で縛っており、えびはらはしずちゃんのモデルではないかと考えており、藤本にモデルが志村なのか聞いたところ、その答えは「たまたま」とのこと。ドラえもんの「しらゆりのような女の子」「ロボ子が愛してる」で美少女キャラクターを描いた。
K倉陽二
当時の藤子スタジオのチーフアシスタント。痩せており無精ひげを生やしている。『ドラえもん百科』の作者。
赤塚不二夫（あかつかふじお）
『おそ松くん』で大ヒットを飛ばした漫画家。『シェーン』が好きで藤子スタジオにテレビを見に来た。
M原由紀子
藤子スタジオの社員で事務と仕上げの担当。明るくて胸が大きく、マチコ先生のモデルになった女性。当時、えびはらは何度かデートをした。一番ドラえもんの縦線を描くのが得意。ドラえもんのあみ指定のほとんどをした。
羽中ルイ（はちゅうルイ）
藤子スタジオのアシスタント。ヒゲ面にサングラスをかけ、冬でもTシャツ1枚のマッチョな風貌だが、ポエムを嗜む繊細な一面も。誕生日がドラえもんと同じ。後に「羽中ルイ」のペンネームで独立し、主に官能漫画で活躍。藤子スタジオを正式に退社せず済し崩しに独立したため、40年以上も無断欠勤の状態にある。
しのだひでお
藤子スタジオの元チーフアシスタント。仕事がとても速く、多忙を極めた時期の藤子の助っ人としてよく頼られた。
田中道明（たなかみちあき）
えびはらがスタジオを辞めた後で藤子のアシスタントになり、後に独立した漫画家。藤子Fの画風を再現することに最も長けた人物で、テレビアニメ化に合わせて『新キテレツ大百科』を執筆した。
むぎわらしんたろう
藤子・F・不二雄の最後のアシスタント。えびはらとは当初は面識が無かったが、『まいっちんぐマンガ道』の連載に当たって藤子プロに挨拶に行った際に知り合う。幼馴染の女性が筆者えびはらの娘のクラスの担任の先生だった。